# Académie des sciences de Russie
Pour les articles homonymes, voir Académie des sciences.

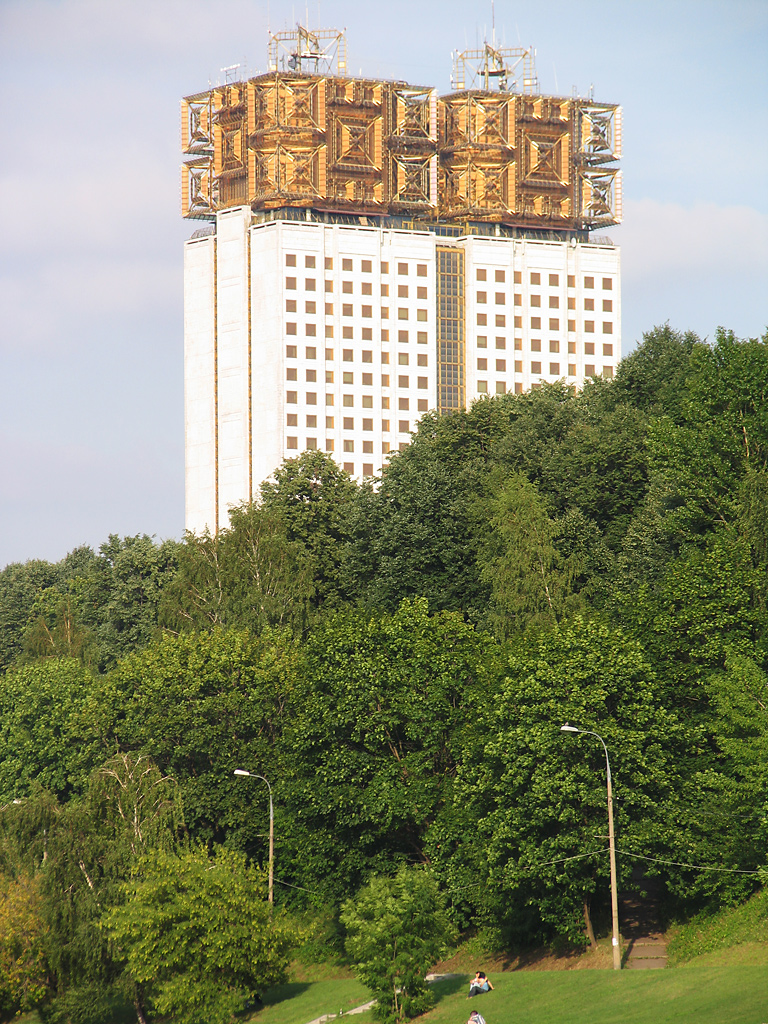
L'Académie russe des sciences, à Moscou.

L'Académie des sciences de Russie (ASR ; en russe : Российская академия наук, РАН, littéralement Académie russienne des sciences) est une organisation qui regroupe des instituts scientifiques et savants situés dans toute la fédération de Russie. Être élu membre de cette académie est un honneur. Au temps de l'Union soviétique, elle était connue sous le nom d'Académie des sciences de l'URSS. Le président actuel de l'ASR est le physicien Guennadi Krasnikov depuis le 20 septembre 2022.

## L’adhésion
Il y a deux niveaux d'adhésion à l'académie des sciences : membre à part entière ou académicien, le plus haut niveau, et membre correspondant. Ces membres doivent être citoyens de la fédération de Russie au moment de leur élection (certains membres non-Russes élus durant l'ère soviétique y sont toujours). En juin 2025, il y avait 865 académiciens et 1134 correspondants.
Il existe de plus la catégorie des membres étrangers (environ 450 membres).

## Histoire

### L'Académie impériale des sciences de Saint-Pétersbourg

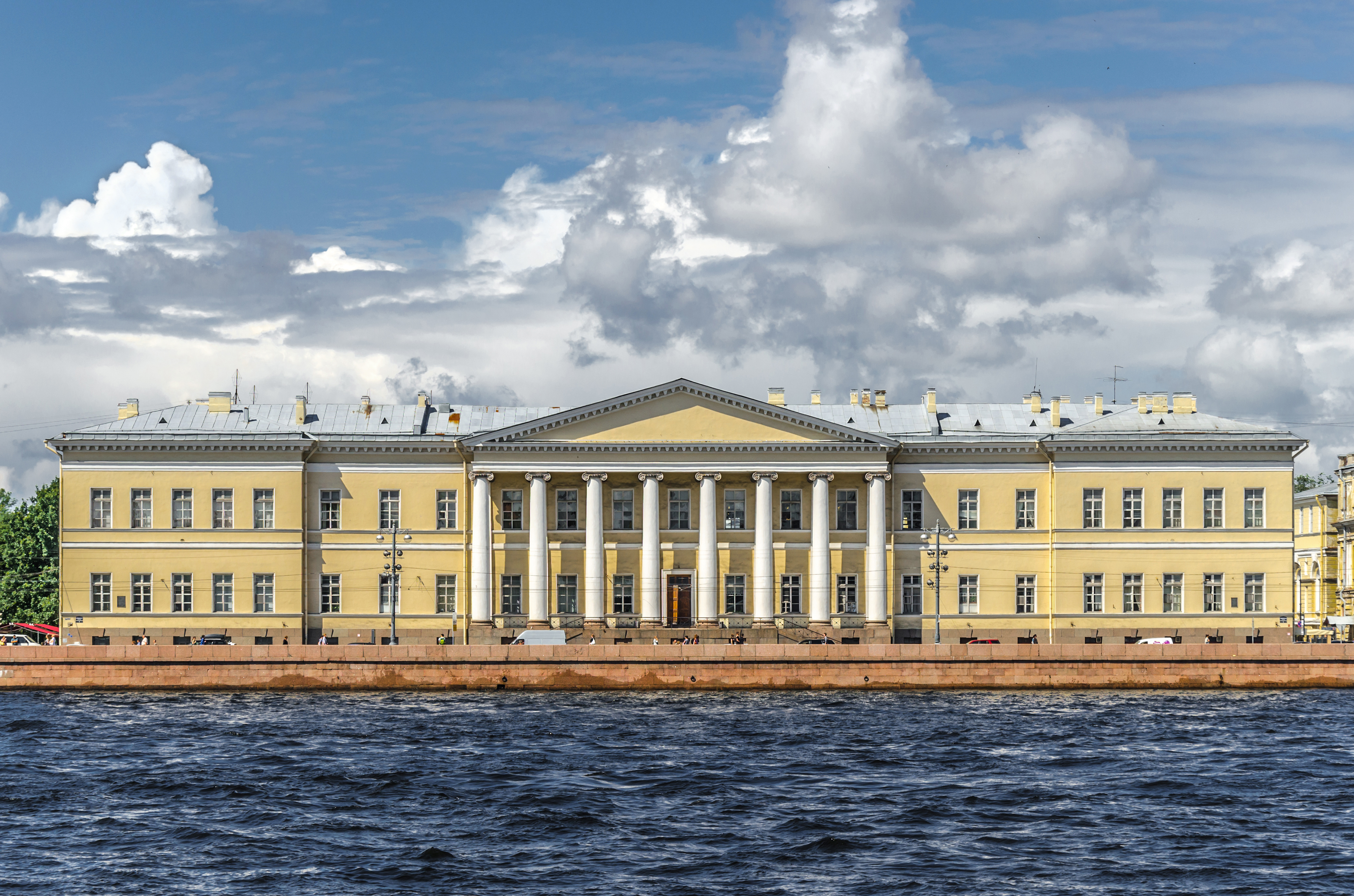
Bâtiment de l'Académie impériale des sciences, aujourd'hui filiale pétersbourgeoise de l'Académie des sciences de Russie.

L'Académie impériale des sciences de Saint-Pétersbourg a été fondée à Saint-Pétersbourg par Pierre le grand et instaurée par un décret du sénat russe le 8 février 1724 (28 janvier dans le calendrier julien), sous le nom d'Académie des sciences et des arts. Son premier président est Laurentius Blümentrost (1692-1755). Parmi les savants invités à venir y travailler, il y avait notamment les mathématiciens Leonhard Euler, Christian Goldbach, Nicolas et Daniel Bernoulli, les embryologistes Kaspar Friedrich Wolff et Karl Ernst von Baer, l'astronome et géographe Joseph-Nicholas Delisle, le physicien Georg Wolfgang Krafft et l'historien Gerhard Friedrich Müller. Mikhaïl Lomonossov y fut étudiant, puis professeur.
Sous la direction de la princesse Catherine Dachkov (1783-1796), une autre institution académique, l'académie impériale de Russie, s'est employée à compiler le dictionnaire académique de la langue russe. Ce rôle est dévolu aujourd'hui à l'institut de langue russe Vinogradov qui dépend de l'académie.
Des scientifiques de l'académie étaient également à la tête, ou parmi les participants actifs, d'expéditions destinées à explorer des territoires reculés du pays, dont la seconde expédition du Kamtchatka de Vitus Béring (1733-1743) ou l'expédition de Sibérie de Peter Simon Pallas.
Elle publie en français le Bulletin de l'Académie impériale des sciences de Saint-Pétersbourg.

### Académie des sciences de l'URSS
En 1925, le gouvernement soviétique reconnaît l'Académie des sciences de Russie en tant que « plus haute institution scientifique de l'Union » et la rebaptise Académie des sciences de l'URSS. Elle s'installe à Moscou en 1934 après l'Affaire de l'Académie qui provoqua l'arrestation de centaines de savants pendant les années de la répression stalinienne. L'Académie des sciences de Léningrad, maison-mère, ne devient plus qu'une filiale de celle de Moscou.
L'Académie des sciences de l'URSS a contribué à l'établissement d'académies des sciences nationales dans chacune des républiques soviétiques (à l'exception de la Russie), en y déléguant dans de nombreux cas des scientifiques de premier ordre pour y vivre et y travailler.

### Académie des sciences de Russie
À la chute de l'URSS, l'Académie des sciences de Russie fut restaurée par un décret du président de la fédération de Russie du 2 décembre 1991, et elle hérita de toutes les infrastructures de l'Académie des sciences de l'URSS situées sur le territoire russe.
La Bibliothèque de l'Académie des sciences de Russie se trouve à Saint-Pétersbourg.

## Instituts de recherche
L’Académie des sciences de Russie regroupe un grand nombre d'instituts de recherche et d'enseignement parmi lesquels :
- l'Institut d'astronomie de l'académie des sciences de Russie
- l'Institut d'archéologie
- l'Institut de littérature Gorki
- l'Institut de littérature russe (Maison Pouchkine)
- l'Institut d'études des États-Unis et du Canada
- l'Institut de physique nucléaire Budker
- l'Institut physico-technique Ioffe
- l'Institut de mathématiques appliquées Keldych
- l'Institut de botanique Komarov
- l'Institut de géologie des gisements de minerais, de pétrographie, de minéralogie et de géochimie
- l'Institut de mécanique de précision et d'informatique Lebedev
- l'Institut de métallurgie et de science des matériaux Baïkov
- l'Institut de physique Lebedev
- l'Institut Landau de physique théorique
- l'Institut de mathématiques Steklov
- l'Institut de la forêt Soukatchev (en)
- l'Institut de recherche spatiale (IKI)
- l'Observatoire spécial d'astrophysique
- l'Institut de philosophie de l'Académie des sciences de Russie
- l'Institut de langue russe Vinogradov
- l'Institut de linguistique
- l'Institut des manuscrits orientaux
- l'Institut d'études orientales
- l'Institut d'anthropologie et d'ethnographie Mikloukho-Maklaï

L'Institut de physique et technologie de Moscou ne fait pas partie de l'Académie des sciences de Russie (il dépend du département de l'éducation de la fédération de Russie), mais le système d'enseignement (« Phystech System ») utilise de nombreux instituts de l'académie (ainsi que d'autres institutions) comme centres d'enseignement.
Les instituts membres de l'académie sont reliés par un réseau des sciences de l'espace russe. Celui-ci relie aujourd'hui plus de 3 000 membres, dont 57 des plus grands instituts de recherche.

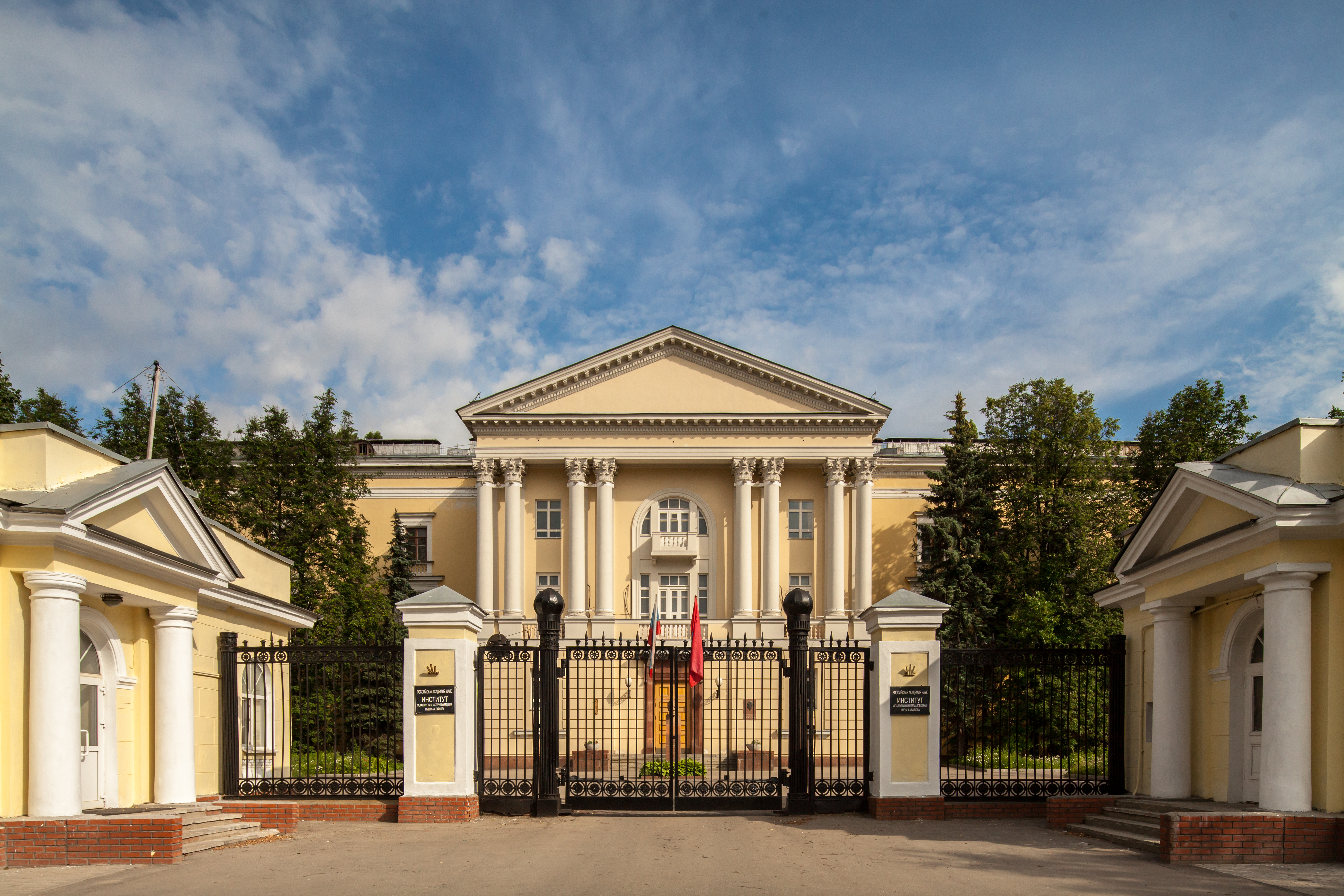
Institut A.A. Baïkov de métallurgie et de science des matériaux.

## Lauréats du prix Nobel
Les membres russes suivants de l'Académie des sciences furent lauréats du prix Nobel :
- 1904 : Ivan Pavlov, prix Nobel de physiologie ou médecine ;
- 1956 : Nikolaï Semionov, prix Nobel de chimie ;
- 1958 : Igor Tamm, prix Nobel de physique ;
- 1958 : Ilia Frank, prix Nobel de physique ;
- 1958 : Pavel Tcherenkov, prix Nobel de physique ;
- 1962 : Lev Landau, prix Nobel de physique ;
- 1964 : Nikolaï Bassov, prix Nobel de physique ;
- 1964 : Alexandre Prokhorov, prix Nobel de physique ;
- 1975 : Leonid Kantorovich, prix Nobel d'économie ;
- 1975 : Andreï Sakharov, prix Nobel de la paix ;
- 1978 : Piotr Kapitsa, prix Nobel de physique ;
- 2000 : Jaurès Alfiorov, prix Nobel de physique ;
- 2003 : Vitali Ginzburg, prix Nobel de physique ;
- 2003 : Alekseï Abrikossov, prix Nobel de physique.

## Sociétés savantes
Plusieurs sociétés savantes dépendent de l'Académie, comme la Société botanique de Russie et l'Institut de recherches apicoles.

## Publications
Depuis 1922, l'Académie publie des articles de recherches dans la série Doklady Akademii Nauk, divisée en sept sections spécialisées depuis 1992 (biochimie et biophysique, chimie, sciences de la terre, sciences biologiques, physique, mathématiques et chimie physique).

## Anecdote
L'Académie des sciences de Russie est à l'origine du célèbre jeu vidéo Tetris, conçu par l'un de ses salariés Alexey Pajitnov en 1985.
Les droits d'auteurs du jeu appartenaient de facto à l'institut qui en négociait les royalties en Occident.